# Oxychilus juvenostriatus
Oxychilus juvenostriatus is een slakkensoort uit de familie van de Oxychilidae. De wetenschappelijke naam van de soort is voor het eerst geldig gepubliceerd in 1964 door Riedel.